# Эстре-ла-Кампань
Эстре́-ла-Кампа́нь (фр. Estrées-la-Campagne) — коммуна во Франции, находится в регионе Нижняя Нормандия. Департамент коммуны — Кальвадос. Входит в состав кантона Бретвиль-сюр-Лез. Округ коммуны — Кан.
Код INSEE коммуны — 14252.

## Население
Население коммуны на 2010 год составляло 234 человека.
| 1962 | 1968 | 1975 | 1982 | 1990 | 1999 | 2010 |
| ---- | ---- | ---- | ---- | ---- | ---- | ---- |
| 158  | 170  | 172  | 168  | 158  | 176  | 234  |

## Экономика
В 2010 году среди 143 человек трудоспособного возраста (15—64 лет) 114 были экономически активными, 29 — неактивными (показатель активности — 79,7 %, в 1999 году было 63,2 %). Из 114 активных жителей работали 106 человек (59 мужчин и 47 женщин), безработных было 8 (4 мужчины и 4 женщины). Среди 29 неактивных 4 человека были учениками или студентами, 13 — пенсионерами, 12 были неактивными по другим причинам.